# Work of Art (Da Vinci)
Work of Art (Da Vinci) är en sång skriven av Niklas Edberger, Henrik Wikström, Måns Zelmerlöw, och inspelad av Måns Zelmerlöw på albumet Stand by For... från 2007. Den placerade sig som högst på 16:e plats på den svenska singellistan.

## Listplaceringar
| Lista (2007) | Topplacering |
| ------------ | ------------ |
| Sverige      | 16           |

### Fotnoter
1. ↑  ”Stand by For”. Svensk mediedatabas. 1 mars 2007. http://smdb.kb.se/catalog/id/002122248. Läst 15 mars 2015.
2. ↑  ”Work of Art (Da Vinci)”. Swedishcharts. 1 mars 2007. http://swedishcharts.com/showitem.asp?interpret=M%E5ns+Zelmerl%F6w&titel=Work+Of+Art+%28Da+Vinci%29&cat=s. Läst 15 mars 2015.